# سدهیر، صوابی
سدهیر (به انگلیسی: Sudhir) یک منطقهٔ مسکونی در پاکستان است که در خیبر پختونخوا واقع شده‌است.